# Ханки-код
Hanky code (от англ. handkerchief code «код носового платка»), также ханки-код — кодовая система знаков, служащая для демонстрации сексуальных предпочтений и желаний и состоящая в использовании носовых платков, бандан или других предметов одежды различных цветов. Носить носовые платки можно в заднем кармане брюк, а также вокруг запястья, лодыжки или шеи.
Система зародилась в 1970-е годы в гомосексуальной среде в Северной Америке и Европе во времена преследования геев и пропаганды гомофобии и служила для поиска подходящего сексуального партнёра в условиях нелегальности гомосексуальных отношений. С общественным признанием гомосексуальности система Hanky Code практически утратила своё значение, хотя и сегодня может использоваться на различных секс-вечеринках, в «тёмных комнатах» и т. д. Эта система также была перенята и БДСМ-культурой, где используется и поныне.
Приведённая ниже таблица цветов основана на книге The Leatherman’s Handbook II (издание 1983 года). При этом ношение платка в левом кармане означает доминирующую роль (top), в правом — пассивную роль (bottom). При этом автор отмечает, что многие люди, использующие этот код, могут и не знать о конкретных значениях цветов и путаться в обозначениях, поэтому переговоры играют здесь первостепенную роль.
| Цвет        | Значение        |
| ----------- | --------------- |
| белый       | Мастурбация     |
| чёрный      | Садомазохизм    |
| тёмно-синий | Анальный секс   |
| голубой     | Оральный секс   |
| коричневый  | Копрофилия      |
| зелёный     | Секс за деньги  |
| серый       | Бондаж          |
| оранжевый   | Согласен на всё |
| фиолетовый  | Пирсинг         |
| красный     | Фистинг         |
| жёлтый      | Золотой дождь   |